# Káldor Márton
Káldor Márton, 1904-ig Kohn (Sárospatak, 1891. március 11. – Budapest, 1967. szeptember 9.) író, újságíró.

## Élete
Kohn Zsigmond cipészmester és Klein Fáni (1852–1934) gyermekeként született izraelita családban. A Budapesti Tudományegyetemen jogot tanult, és 1916-ban oklevelet szerzett. Az 1920-as évektől főleg gazdaságpolitikai témájú írásai jelentek meg a Pesti Hírlapban. A második világháború után a Világ című lapnál dolgozott. Főleg közgazdasági kérdésekkel foglalkozott. 1949-ben a Kis Újság munkatársaként közgazdasági cikkei mellett zenei témában írt cikkeket. A lap megszűnése után 1951-től a Muzsika című lapban publikált zenei tárgyú írásokat.
Első házastársa Schulz Ottilia Emília Ernesztina volt, akivel 1924. augusztus 21-én Budapesten kötött házasságot, ám három évvel később elváltak. Második felesége Oravetz Gabriella Ilona volt, akit 1929. május 12-én Budapesten vett nőül.
Temetése a budapesti Farkasréti temetőben volt.

## Főbb művei
- Koncert (versek, 1918)
- A Kaolitváros (regény, Budapest, 1942)
- Goldmark Károly élete és művészete (Várnai Péterrel , Budapest, 1956)